# Duba, Rojneativ
Duba (în ucraineană Дуба) este localitatea de reședință a comunei Duba din raionul Rojneativ, regiunea Ivano-Frankivsk, Ucraina.

## Demografie
Componența lingvistică a localității Duba
     Ucraineană (99,74%)
     Alte limbi (0,17%)
Conform recensământului din 2001, majoritatea populației localității Duba era vorbitoare de ucraineană (99,74%), existând în minoritate și vorbitori de alte limbi.